# Cobre (II)

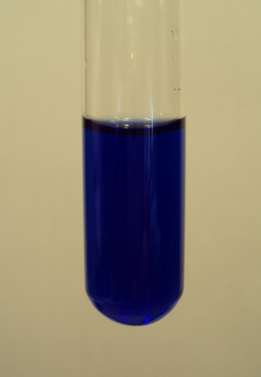
Solución concentrada con el catión Cu^{2+} dónde se observa su color azul profundo característico.

El cobre (II) es el estado de oxidación más común del cobre en los compuestos. Se encuentra como catión Cu2+ en soluciones ácidas.

## Color
El color azul tanto del catión Cu2+ en solución como el de sus sales hidratadas se produce debido a que su configuración electrónica ([Ar]3d9) posee el orbital d incompleto; esto posibilita la hibridación de los orbitales en las que son posibles las transciciones electrónicas d-d, las cuales ocurren por absorción de fotones con longitudes de onda correspondientes al color anaranjado del espectro visible.

## Comportamiento ácido-base
El Cu2+ se encuentra como catión libre en medio ácido. Al aumentar la alcalinidad del medio se forma el monohidroxocuprato(II), CuOH+, y a pH 5 precipita hidróxido de cobre(II), Cu(OH)2.
Cu2+ + OH-  CuOH+
CuOH+ + OH-  Cu(OH)2↓
En medios altamente alcalinos se producen las especies solubles bicuprito, HCuO2-, y cuprito ,CuO22-.
Cu(OH)2 (s) + OH-  HCuO2- + H2O
HCuO2- + OH-  CuO22- + H2O